# Терд Ланарк
«Терд Лана́рк» (Third Lanark A. C.) — шотландский футбольный клуб из города Глазго, существовавший с 1872 по 1967 годы. Один из великих клубов раннего шотландского футбола, однако он же стал первым обанкротившимся и расформированным крупным шотландским клубом. Подобная участь постигла победителя Кубка Шотландии «Рентон» и их соседей «Вейл оф Левен». Клуб был воссоздан в 1971 на любительской основе и в настоящий момент играет во Второй любительской лиге Большого Глазго.

## История
Клуб начинался как футбольный клуб третьего Ланаркширского стрелкового корпуса добровольцев (часть Добровольческих сил) и был известен под именем 3rd LRV. Когда связи с военными в 1903 году были прерваны, клуб поменял имя на Third Lanark A. C.. Клуб был одним из основателей Шотландской футбольной лиги. Играл на стадионе Кэскин Парк, ранее, до того, как Куинз Парк продали его «Сёрд Ланарку», известном как «Хэмпден Парк» (второй из трёх первоначально носивших это имя). В последнем туре сезона 1960/61 на Кэскин Парке был бит со счётом 6:1 «Хибернианом», что позволило «Сёрд Ланарку» достичь рубежа в 100 забитых мячей за сезон и занять третье место. Но уже спустя четыре года начался кризис, спровоцировавший внутренние конфликты, что в конечном счёте привело к расформированию клуба. Руководство было обвинено в коррупции. Последнюю игру клуб сыграл 28 апреля 1967 года против «Дамбартона» (1:5). Стадион был продан под строительство, но городской совет Глазго не дал на него разрешения. В настоящее время на этом стадионе играет воссозданный любительский «Сёрд Ланарк».

## Достижения
- Чемпионат Шотландии по футболу
  - Победитель (1): 1903/04
- Первый дивизион шотландской футбольной лиги
  - Победитель (2): 1931/32, 1934/35
  - Второе место (2): 1927/28, 1957/58
- Кубок Шотландии по футболу
  - Победитель (2): 1888/89, 1904/05
  - Финалист (4): 1875/76, 1877/78, 1905/06, 1935/36
- Кубок шотландской лиги
  - Финалист (1): 1959/60
- Кубок Глазго
  - Победитель (4): 1903, 1904, 1909, 1963
  - Финалист (13): 1891, 1906, 1907, 1914, 1924, 1938, 1943, 1947, 1948, 1949, 1954, 1958, 1962